# La Chapelle-Vaupelteigne
La Chapelle-Vaupelteigne – miejscowość i gmina we Francji, w regionie Burgundia-Franche-Comté, w departamencie Yonne.
Według danych na rok 1990 gminę zamieszkiwało 119 osób, a gęstość zaludnienia wynosiła 24 osoby/km² (wśród 2044 gmin Burgundii La Chapelle-Vaupelteigne plasuje się na 791. miejscu pod względem liczby ludności, natomiast pod względem powierzchni na miejscu 1238.).